# Ayotuxco
Ayotuxco är en ort i Mexiko.   Den ligger i kommunen Zacualpan och delstaten Mexiko, i den södra delen av landet, 100 km sydväst om huvudstaden Mexico City. Ayotuxco ligger 1 936 meter över havet och antalet invånare är 600.
Terrängen runt Ayotuxco är kuperad. Runt Ayotuxco är det ganska tätbefolkat, med 54 invånare per kvadratkilometer. Närmaste större samhälle är Ixtapan de la Sal, 17,4 km nordost om Ayotuxco. I omgivningarna runt Ayotuxco växer huvudsakligen savannskog.